# Dickie Moore (Schauspieler)

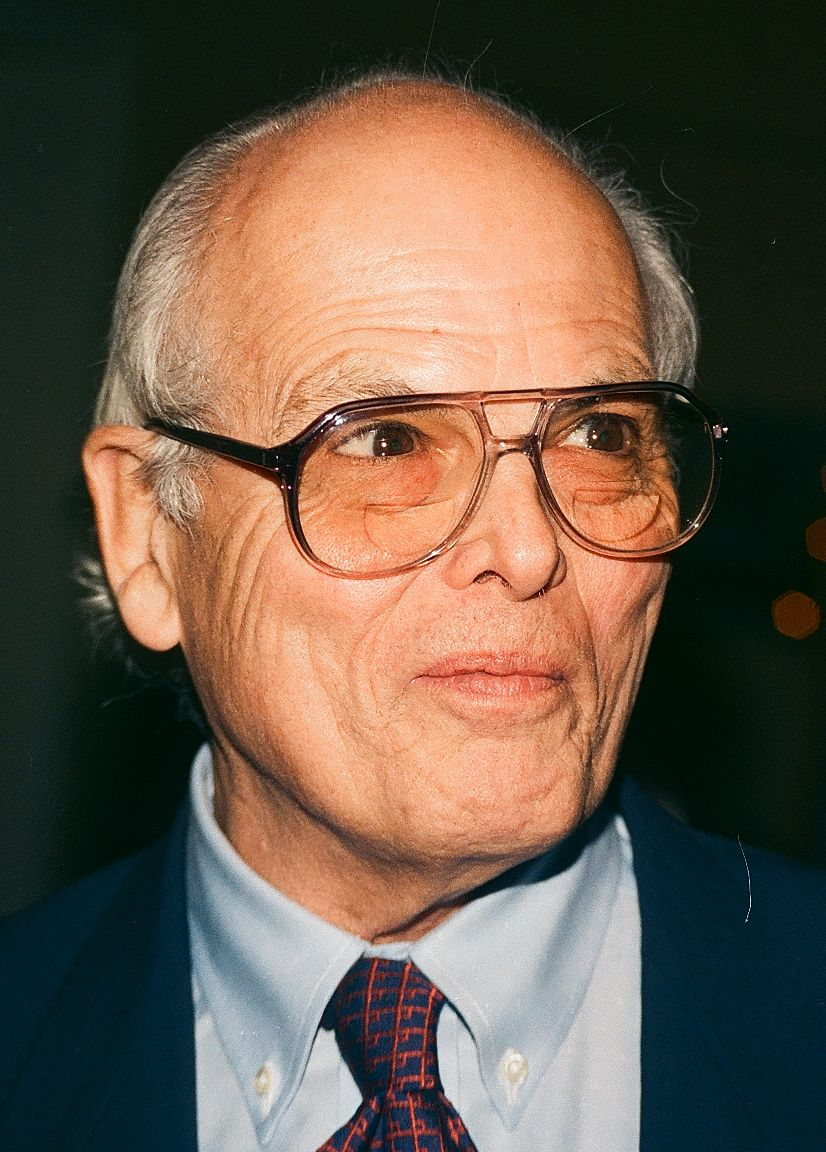
Dickie Moore (1998)

John Richard „Dickie“ Moore Jr. (* 12. September 1925 in Los Angeles, Kalifornien; † 7. September 2015 nahe Wilton, Connecticut) war ein US-amerikanischer Kinder- und Jugendschauspieler, der bis in die 1950er-Jahre in über 100 Filmen auftrat.

## Leben

### Film- und Theaterkarriere
Dickie Moore hatte seinen ersten Filmauftritt bereits 1927 in dem Abenteuerfilm Der Bettelpoet, wo er den Stummfilmstar John Barrymore in der Rolle des Dichters François Villon als einjähriges Baby darstellte. Zwei Jahre später bekam er bereits immer wieder Angebote von verschiedenen Filmstudios für Rollen und unterstützte damit die Familie, auch weil sein Bankiersvater zur Zeit der Großen Depression arbeitslos geworden war. Er wurde das erste Mal 1930 in einer Filmkritik in der New York Times zum Film Passion Flower erwähnt. Weil seine ersten Filme noch Stummfilme waren, gehörte Moore bis zu seinem Tod zu den letzten lebenden Schauspielern der Stummfilmzeit. Schnell wurde Moore zu einem der gefragtesten Kinderdarsteller in Hollywood. So hatte er 1932 eine bedeutende Rolle in Josef von Sternbergs Drama Blonde Venus als Filmsohn von Marlene Dietrich. Ebenfalls spielte er an der Seite von Barbara Stanwyck in So Big (1932) sowie neben Spencer Tracy in Man’s Castle (1933).
Zwischen 1932 und 1933 spielte Dickie Moore in acht Filmen der Kleinen Strolche von Hal Roach. Zwar blieb er bei den Kleinen Strolchen nur kurz, doch war er in diesen acht Filmen meist als Hauptdarsteller und kluger Anführer der Kindergruppe zu sehen. Sein echter Name Dickie war dabei auch sein Rollenname. Er verließ die Kleinen Strolche im Jahre 1933, um vermehrt in Langfilmen zu spielen. Noch im selben Jahr verzeichnete Moore einen Erfolg mit der Darstellung der Titelrolle in Oliver Twist (1933), nach dem gleichnamigen Roman von Charles Dickens. 1935 spielte er Joseph Meister, den ersten gegen Tollwut geimpften Menschen, in der hochgelobten Filmbiografie Louis Pasteur von William Dieterle. Zwei Jahre später war er mit Das Leben des Emile Zola nochmals in einer Filmbiografie unter Dieterles Regie zu sehen. Als er zehn Jahre alt war, galt er als einer von Hollywoods beliebtesten Kinderschauspielern und hatte in über 50 Filmen gespielt.
Mit der Pubertät ließ Moores Popularität etwas nach, und er spielte nun meist Nebenrollen. So verkörperte er 1941 die Rolle des Bruders von Gary Cooper in Howard Hawks’ Kriegsdrama Sergeant York, das für elf Oscars nominiert wurde. Moore wurde auch dadurch bekannt, dass er der 14-jährigen Shirley Temple im Jahre 1942 in Miss Annie Rooney ihren ersten Filmkuss gab. In den 1940er-Jahren stellte er mehrmals den Hauptdarsteller als Jugendlichen dar, etwa Don Ameche in Ein himmlischer Sünder (1943) unter der Regie von Ernst Lubitsch. Nach einem kurzzeitigen Dienst im Zweiten Weltkrieg kam Moore 1947 eine Schlüsselrolle in dem Film-noir-Klassiker Goldenes Gift zu, wo er neben Robert Mitchum die Rolle des „taubstummen Jungen“ übernahm. 1949 fungierte er als Hauptdarsteller, Co-Regisseur und Produzent des Films Boy and the Eagle, der für einen Oscar als Bester Kurzfilm nominiert wurde. Nach einigen Fernsehauftritten Mitte der 1950er-Jahre zog er sich langsam aus dem Schauspielgeschäft zurück. Insgesamt drehte er rund 100 Filme. Neben seiner Filmkarriere arbeitete er auch als Theaterschauspieler, unter anderem am Broadway in dem Stück Saint Joan zwischen September 1956 und Januar 1957.

### Späteres Leben
Neben seiner Filmkarriere machte er am College einen Abschluss in Journalismus. Er arbeitete nach seiner Filmkarriere für einige Jahre als Journalist für das Magazin der Actors’ Equity Association, einer Gewerkschaft für das Theatergeschäft. 1966 begründete er das Publicity-Büro Dick Moore and Associates, welches er bis 2010 betrieb. Er wurde ebenfalls als Schauspiellehrer und Autor tätig. 1984 erschien sein autobiografisches Buch Twinkle, Twinkle, Little Star (But Don’t Have Sex and Take the Car), in dem er sich mit der Problematik eines Kinderstars, der aus den Kinderschuhen herauswächst, auseinandersetzte. Dieses Buch wurde zu einem bis heute vielgelesenen Werk über das Thema Kinderstars. Darin berichtete er auch von eigenen Problemen mit Alkohol und Drogen und wie er diese überwand.
Im Zuge dieses Buches interviewte Moore zahlreiche ehemalige Kinderstars, wobei er auch die Schauspielerin Jane Powell kennenlernte, die er im Jahr 1988 heiratete. Zuvor hatte Moore bereits Ehen mit Eleanor Donhowe Fitzpatrick und Pat Dempsey geführt. Er hatte einen Sohn aus seiner ersten Ehe. Moore und Powell lebten zuletzt in Manhattan und in der Kleinstadt Wilton in Connecticut. Dickie Moore starb im September 2015, fünf Tage vor seinem 90. Geburtstag, in einem Hospiz nahe Wilton.

## Filmografie (Auswahl)
- 1927: Der Bettelpoet (The Beloved Rogue)
- 1928: Object: Alimony
- 1929: Madame X
- 1930: Der Tolpatsch (Lummox)
- 1930: Passion Flower
- 1931: The Star Witness
- 1931: The Squaw Man
- 1931: Meine Kinder – mein Glück (Seed)
- 1932: Union Depot
- 1932: Die blonde Venus (Blonde Venus)
- 1932: Beine sind Gold wert (Million Dollar Legs)
- 1932–1933: Die kleinen Strolche (Our Gang) – Kurzfilme:
  - 1932: Hook and Ladder
  - 1932: Free Wheeling
  - 1932: Birthday Blues
  - 1932: A Lad an' a Lamp
  - 1933: Fish Hooky
  - 1933: Forgotten Babies
  - 1933: The Kid From Borneo
  - 1933: Mush and Milk
- 1932: So Big
- 1933: Oliver Twist
- 1933: Man’s Castle
- 1933: Wiegenlied (Cradle Song)
- 1933: Zwischen heut und morgen (Gabriel Over the White House)
- 1934: Das Mädel aus der Unterwelt (Upperworld)
- 1935: Louis Pasteur (The Story of Louis Pasteur)
- 1935: Peter Ibbetson
- 1935: Die Farm am Mississippi (So Red the Rose)
- 1937: Das Leben des Emile Zola (The Life of Emile Zola)
- 1937: Die Braut trug Rot (The Bride Wore Red)
- 1938: My Bill
- 1938: Ein Gladiator namens Hugo (Hugo)
- 1940: The Blue Bird
- 1940: Ein Mann mit Phantasie (A Dispatch from Reuters)
- 1941: Sergeant York
- 1942: Miss Annie Rooney
- 1943: Ein himmlischer Sünder (Heaven Can Wait)
- 1943: Das Lied von Bernadette (The Song of Bernadette)
- 1943: Happy Land
- 1944: The Eve of St. Mark
- 1944: Sweet and Low-Down
- 1947: Dangerous Years
- 1947: Goldenes Gift (Out of the Past)
- 1949: Gefängnis ohne Gitter (Bad Boy)
- 1949: Boy and the Eagle (Kurzfilm)
- 1952: Das Mädchen Frankie (The Member of the Wedding)
- 1952: Eight Iron Men